# Angliers (Charente Marittima)
Angliers è un comune francese di 1285 abitanti situato nel dipartimento della Charente Marittima nella regione della Nuova Aquitania.

## Società

### Evoluzione demografica
Abitanti censiti